# General Production Recordings
General Production Recordings (connu sous le sigle GPR) était un label indépendant de musique électronique, fondé en 1991 en Angleterre. C'est sur ce label aujourd'hui défunt qu'ont débuté des artistes tels que Beaumont Hannant, Mark Broom, The Black Dog, Plaid ou Luke Slater.